# Tehtaanpuisto
Le parc de l'usine (en finnois : Tehtaanpuisto) ou parc du forgeron (en finnois : Sepänpuisto)  est un parc du quartier Punavuori à Helsinki en Finlande
,.

## Description
Situé à la limite sud de Punavuori, le parc entoure l'église Mikael Agricola. 
Le parc est délimité par Tehtaankatu au sud, Laivurinkatu à l'est et Sepänkatu au nord-ouest. 
Le terrain de l'église divise presque le parc en deux, mais une étroite bande de parc le long de Sepänkatu relie ses deux parties.
Dans la partie orientale du parc se trouve un terrain de football qui sert aussi de patinoire en hiver. 
Sur son aile ouest, à côté de l'église, il y a une aire de jeux pour enfants . 
Entre eux, un chemin piétonnier entre deux rangées d'arbre mène de l'intersection de Laivurinkatu et  Tehtaankatu jusqu'à Sepänkatu près de l'extrémité sud d'Albertinkatu.

## Histoire
Au début du XIXe siècle, à l'emplacement du parc Tehtaanpuisto, se trouvaient le jardin et les serres du sénateur Otto Wilhelm Klinkowström. 
Le parc était ouvert au public et un lieu de promenade populaire les soirs d'été.
En 1834, la zone du jardin a été cédée à la garde finlandaise pour servir principalement de champ de tir jusqu'en 1883.
En 1920, lors de la première foire commerciale de Finlande, une fête foraine a fonctionné dans le parc.
L'église Mikael Agricola a été achevée en 1935.
La zone du parc a appartenu au quartier d'Eira jusqu'en 1977, quand la limite entre Eira et Punavuori a été déplacée de Sepänkatu à Tehtaankatu.

## Galerie

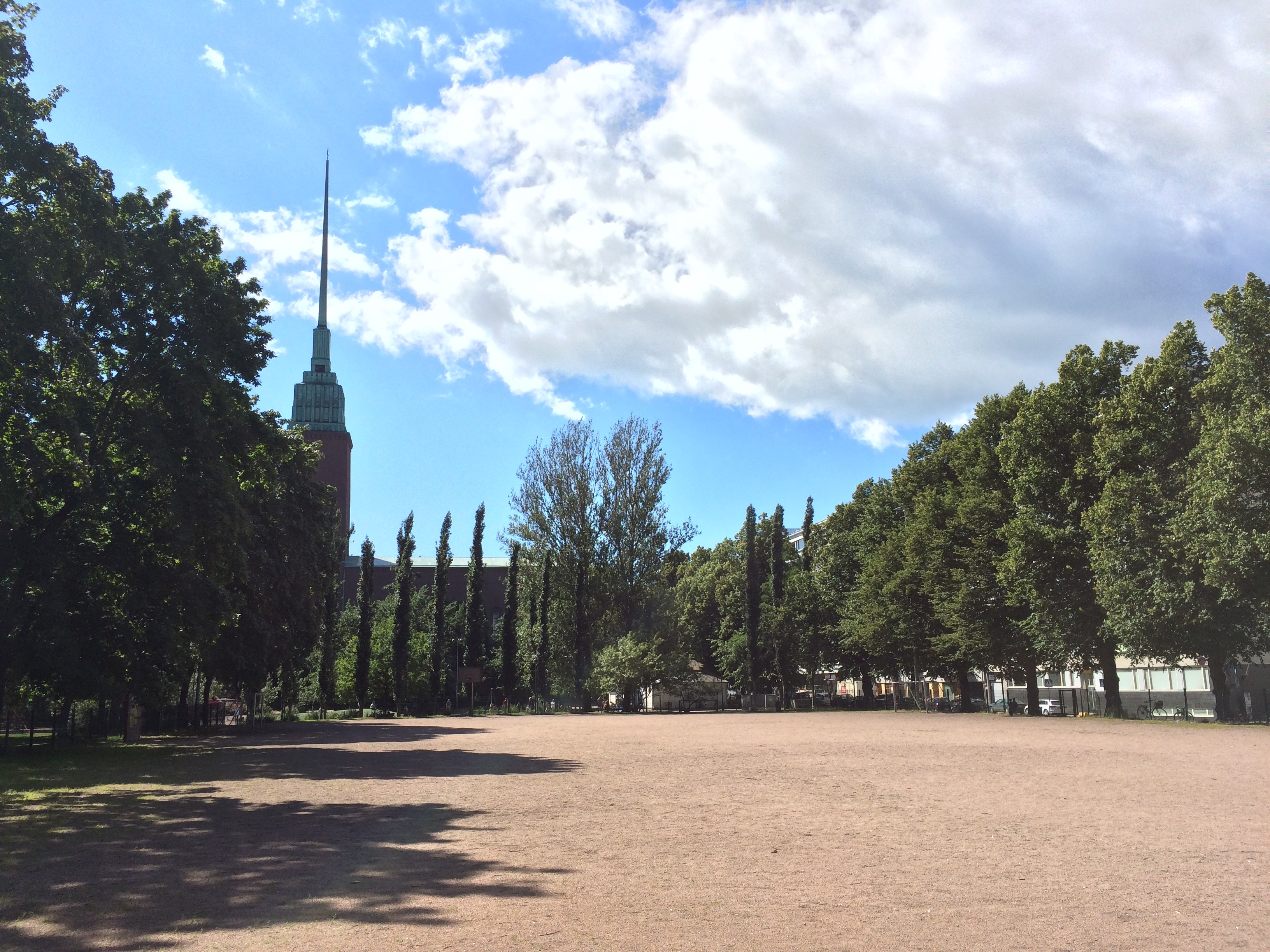
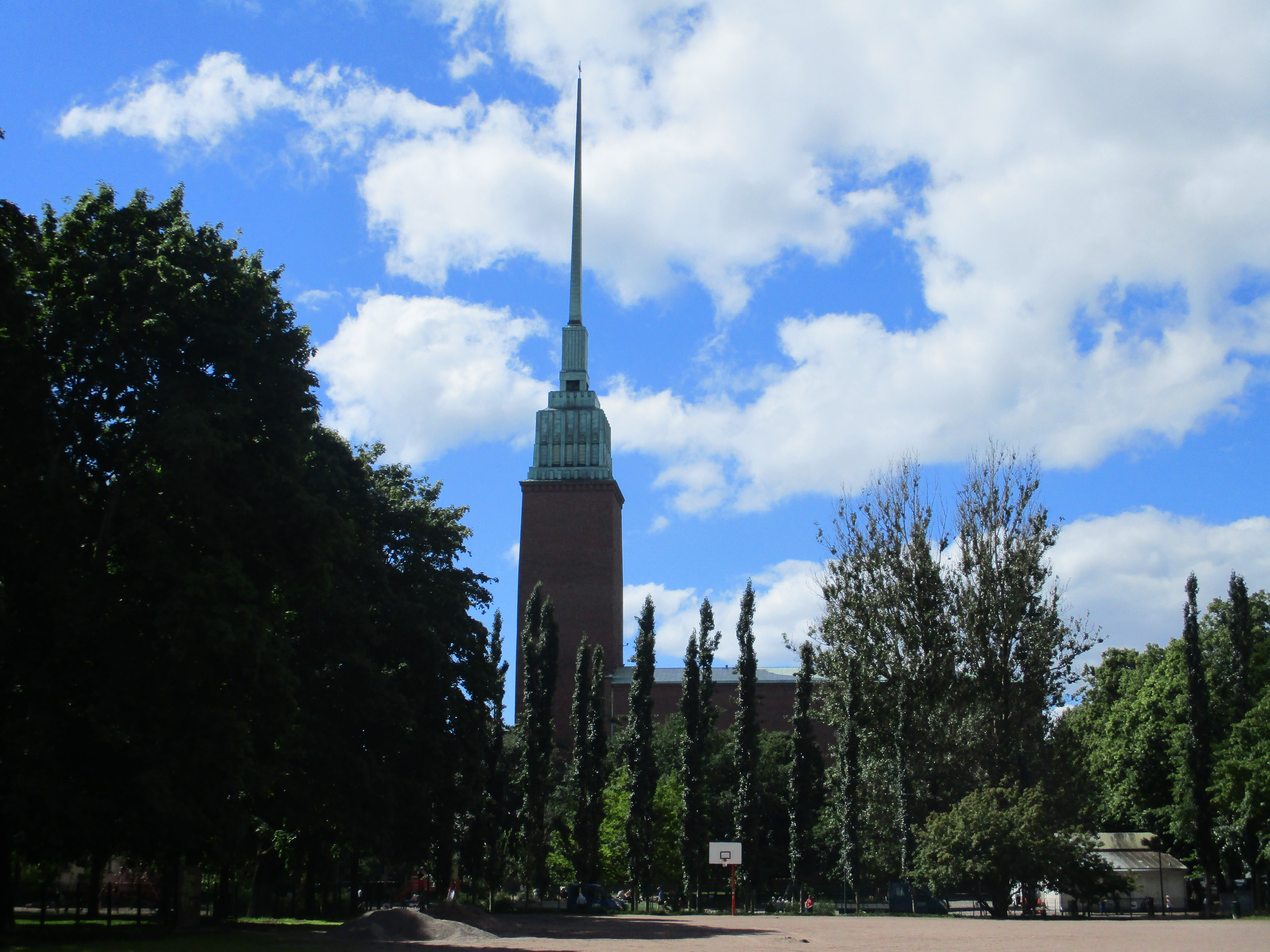
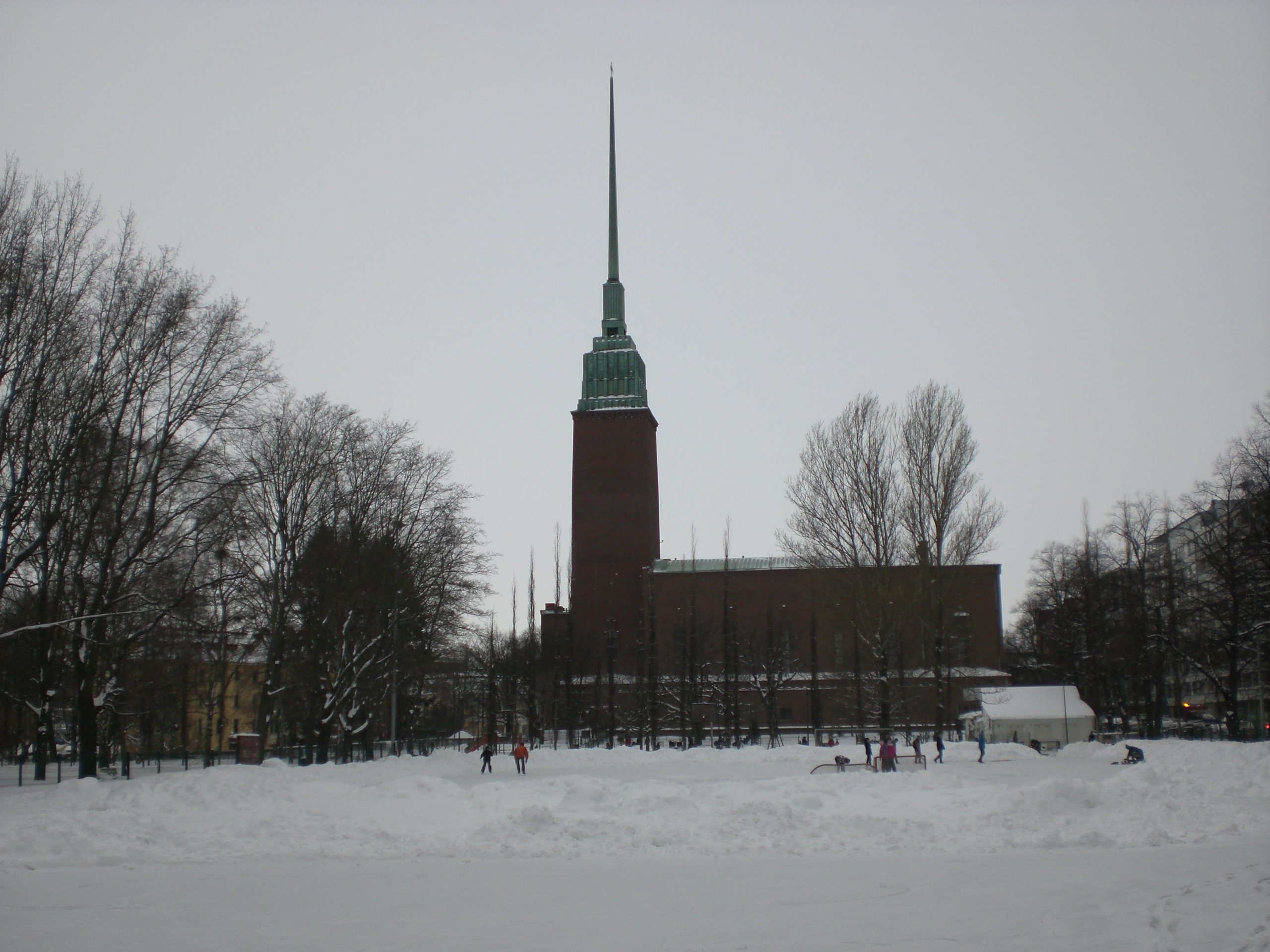